# Novohradka
Novohradka är ett vattendrag i Tjeckien. Det ligger i den centrala delen av landet, 120 km öster om huvudstaden Prag.